# 하덕성
하덕성(1955년 6월 22일 ~ )은 대한민국의 연극배우이다.

## 출연 작품

### 영화
- 2016년 《터널》 - 하도시장 역
- 2009년 《마더》 - 골프장 도망교수 역
- 2009년 《인사동 스캔들》 - 벽안도 감정사 역
- 2007년 《최강 로맨스》 - 신문사 경비 역
- 2006년 《잘 살아보세》 - 의사 역
- 2004년 《여선생 VS 여제자》 - 반동만 역
- 2004년 《마지막 늑대》 - 고고학 교수 역
- 2002년 《굳세어라 금순아》 - 김 과장 역
- 2002년 《긴급조치 19호》 - 국회의원 역
- 2002년 《취화선》 - 중인 3 역
- 2000년 《춘향뎐》 - 형방 역
- 1999년 《쉬리》 - 민 박사 역
- 1997년 《창》
- 1996년 《축제》 - 송규식 역
- 1995년 《누가 나를 미치게 하는가》 - 약사 역
- 1995년 《금홍아 금홍아》 - 김유정 역
- 1994년 《태백산맥》

### 방송
- 2004년 KBS2 《낭랑 18세》 - 의사 역
- 2008년 KBS2 《그들이 사는 세상》
- 2011년 MBC 《내 마음이 들리니》 - 강 이사 역
- 2012년 OCN 《신의 퀴즈 3》- 최경만 역